# Glypthaga
Glypthaga is een kevergeslacht uit de familie van de boktorren (Cerambycidae). De wetenschappelijke naam van het geslacht werd voor het eerst geldig gepubliceerd in 1868 door Thomson.

## Soorten
Glypthaga omvat de volgende soorten:
- Glypthaga lignosa Thomson, 1868
- Glypthaga monnei Audureau, 2012
- Glypthaga mucorea Martins & Galileo, 1990
- Glypthaga nearnsi Martins & Galileo, 2008
- Glypthaga paupercula (Thomson, 1868)
- Glypthaga unicolor Martins & Galileo, 1990
- Glypthaga vicina Martins & Galileo, 1990
- Glypthaga xylina (Bates, 1865)